# Saires-la-Verrerie
Saires-la-Verrerie és un municipi francès situat al departament de l'Orne i a la regió de Normandia. L'any 2007 tenia 287 habitants.

## Demografia

### Població
El 2007 la població de fet de Saires-la-Verrerie era de 287 persones. Hi havia 112 famílies de les quals 24 eren unipersonals (8 homes vivint sols i 16 dones vivint soles), 32 parelles sense fills, 48 parelles amb fills i 8 famílies monoparentals amb fills.
La població ha evolucionat segons el següent gràfic:
Habitants censats

### Habitatges
El 2007 hi havia 143 habitatges, 118 eren l'habitatge principal de la família, 9 eren segones residències i 16 estaven desocupats. 140 eren cases i 1 era un apartament. Dels 118 habitatges principals, 96 estaven ocupats pels seus propietaris, 21 estaven llogats i ocupats pels llogaters i 1 estava cedit a títol gratuït; 5 tenien una cambra, 5 en tenien dues, 18 en tenien tres, 32 en tenien quatre i 57 en tenien cinc o més. 98 habitatges disposaven pel capbaix d'una plaça de pàrquing. A 42 habitatges hi havia un automòbil i a 70 n'hi havia dos o més.

### Piràmide de població
La piràmide de població per edats i sexe el 2009 era:
| Homes | Edats   | Dones |
| ----- | ------- | ----- |
| 0     | 95 o +  | 0     |
| 0     | 90 a 94 | 0     |
| 0     | 85 a 89 | 0     |
| 0     | 80 a 84 | 4     |
| 8     | 75 a 79 | 8     |
| 4     | 70 a 74 | 0     |
| 4     | 65 a 69 | 8     |
| 4     | 60 a 64 | 16    |
| 0     | 55 a 59 | 0     |
| 20    | 50 a 54 | 24    |
| 16    | 45 a 49 | 4     |
| 12    | 40 a 44 | 8     |
| 8     | 35 a 39 | 4     |
| 4     | 30 a 34 | 8     |
| 4     | 25 a 29 | 12    |
| 8     | 20 a 24 | 16    |
| 16    | 15 a 19 | 12    |
| 12    | 10 a 14 | 16    |
| 4     | 5 a 9   | 4     |
| 0     | 0 a 4   | 4     |

## Economia
El 2007 la població en edat de treballar era de 187 persones, 153 eren actives i 34 eren inactives. De les 153 persones actives 142 estaven ocupades (78 homes i 64 dones) i 11 estaven aturades (5 homes i 6 dones). De les 34 persones inactives 13 estaven jubilades, 11 estaven estudiant i 10 estaven classificades com a «altres inactius».

### Ingressos
El 2009 a Saires-la-Verrerie hi havia 122 unitats fiscals que integraven 307 persones, la mediana anual d'ingressos fiscals per persona era de 15.645 €.

### Activitats econòmiques
Dels 8 establiments que hi havia el 2007, 2 eren d'empreses de construcció, 1 d'una empresa de comerç i reparació d'automòbils, 2 d'empreses de transport, 2 d'empreses d'hostatgeria i restauració i 1 d'una empresa classificada com a «altres activitats de serveis».
Dels 3 establiments de servei als particulars que hi havia el 2009, 2 eren lampisteries i 1 restaurant.
L'any 2000 a Saires-la-Verrerie hi havia 18 explotacions agrícoles que ocupaven un total de 759 hectàrees.

## Poblacions més properes
El següent diagrama mostra les poblacions més properes.